# Głębokość gleby
 głębokość gleby - termin którego charakterystyka wiąże się ściśle z następującymi pojęciami:
- genetyczna głębokość gleby - suma miąższości wszystkich poziomów genetycznych. Za miąższość poziomu skały macierzystej (poziom C), uznaje się jej górną część. Genetyczna głębokość gleby na Niżu Polskim generalnie nie przekracza 2 metrów.

- solum - górna część profilu glebowego, obejmująca poziomy genetyczne zalegające powyżej skały macierzystej (poziom C).

- biologiczna głębokość gleby – część profilu glebowego nosząca ślady obecności organizmów żywych.

- rhizum – część profilu glebowego wyznaczona głębokością przenikania korzeni roślin.

## Literatura
- Renata Bednarek, Helena Dziadowiec, Urszula Pokojska, Zbigniew Prusinkiewicz: Badania ekologiczno-gleboznawcze. Warszawa: PWN, 2005. ISBN 83-01-14216-2. Brak numerów stron w książce